# Виджая Карнатака
«Виджая Карнатака» (канн. ವಿಜಯ ಕರ್ನಾಟಕ; Vijaya Karnataka) — индийская ежедневная газета на языке каннада, выпускаемая в штате Карнатака. Основана в 4 октября 1999 года компанией VRL Group, которую возглавляет предприниматель и политик Виджай Санкешвар. В 2006 году газету вместе с родственными изданиями приобрела компания Bennett Coleman & Co. Ltd, известная как издатель одной из ведущих газет страны The Times of India.
В 2002 году аудитория газеты составляла свыше 4,6 млн читателей; в 2003 году тираж насчитывал 553,1 тыс. По состоянию на май 2019 года «Виджая Карнатака» является самой популярной ежедневной каннадаязычной газетой, аудитория которой превышает 7,9 млн читателей.